# تیم ملی راگبی زنان انگلستان

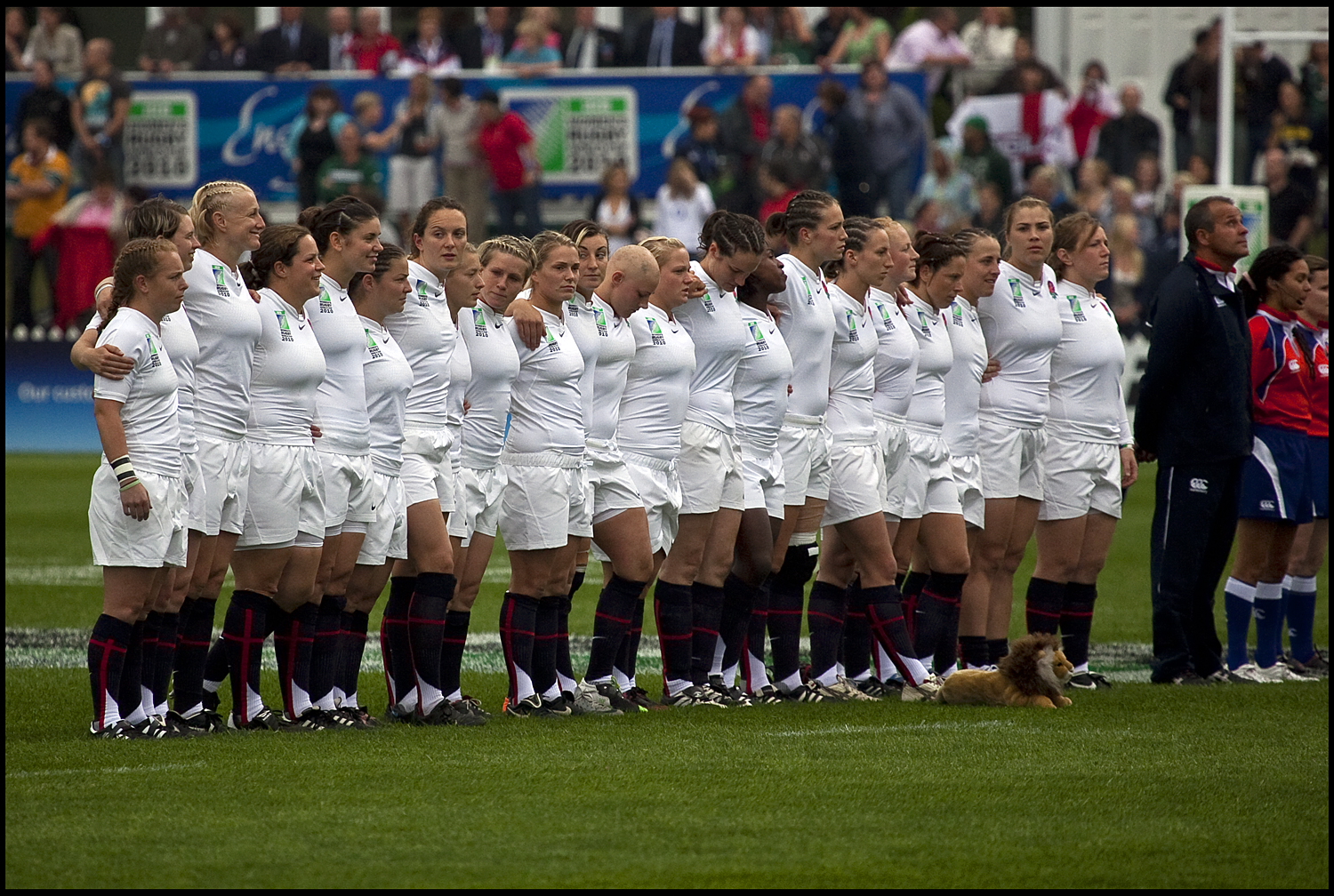
در سال ۲۰۱۰

تیم ملی راگبی زنان انگلستان (انگلیسی: England women's national rugby union team) که به رزهای سرخ نیز معروف است، نماینده انگلیس در اتحادیه بین‌المللی راگبی زنان است. این تیم در مسابقات قهرمانی سالانه شش کشور زنان با فرانسه، ایرلند، ایتالیا، اسکاتلند و ولز شرکت می‌کنند. انگلیس در مجموع ۱۸ بار از ۲۷ بار قهرمان شده‌است. ۱۶ بار قهرمان گرند اسلم و ۲۲ بار قهرمان سه‌گانه. تیم ملی راگبی زنان انگلستان موفق‌ترین تیم در تاریخ مسابقات بوده‌اند. آنها در سال‌های ۱۹۹۴ و ۲۰۱۴ قهرمان جام جهانی راگبی زنان شدند و در ۵ دوره دیگر نایب قهرمان شدند. مربی آنها در حال حاضر سیمون میدلتون است.